# Algorithme espérance-maximisation
L'algorithme espérance-maximisation (en anglais expectation-maximization algorithm, souvent abrégé EM) est un algorithme itératif qui permet de trouver les paramètres du maximum de vraisemblance d'un modèle probabiliste lorsque ce dernier dépend de variables latentes non observables. Il a été proposé par  Dempster et al. en 1977. De nombreuses variantes ont par la suite été proposées, formant une classe entière d'algorithmes.

## Usage
On utilise souvent l'algorithme EM pour la classification de données (clustering, ou partitionnement de données), l'apprentissage automatique, ou la vision artificielle. On peut également citer son utilisation en imagerie médicale dans le cadre de la reconstruction tomographique.  

## Principe général
L'algorithme d'espérance-maximisation consiste à itérer les deux étapes suivantes : 
- étape E : une étape d'évaluation de l'espérance, où l'on calcule l'espérance de la vraisemblance en tenant compte des dernières variables observées,
- étape M : une étape de maximisation, où l'on estime le maximum de vraisemblance des paramètres en maximisant la vraisemblance trouvée à l'étape E.

On utilise à chaque fois les paramètres trouvés en l'étape M comme point de départ d'une nouvelle étape E d'évaluation de l'espérance.
Pour résoudre le problème d'apprentissage des modèles de Markov cachés (HMM), c’est-à-dire la détermination des paramètres du modèle markovien, on utilise l'algorithme de Baum-Welch.

## Principe détaillé
Considérons un échantillon x = (x1 , ... , xn) d'individus suivant une loi f(xi,θ) paramétrée par θ. On cherche à déterminer le paramètre θ maximisant la log-vraisemblance donnée par
{\displaystyle L(\mathbf {x} ;{\boldsymbol {\theta }})=\sum _{i=1}^{n}\log f({\boldsymbol {x}}_{i},{\boldsymbol {\theta }}).}

### Introduction des variables cachées
Cet algorithme est particulièrement utile lorsque la maximisation de L est très complexe mais que, sous réserve de connaître certaines données judicieusement choisies, on peut très simplement déterminer θ. Dans ce cas, on s'appuie sur des données complétées par un vecteur z = (z1 , ... , zn) inconnu. En notant f(zi | xi,θ) la probabilité de zi sachant xi et le paramètre θ, on peut définir la log-vraisemblance complétée comme la quantité
{\displaystyle L\left((\mathbf {x,z} );{\boldsymbol {\theta }}\right)=\sum _{i=1}^{n}\left(\log f(z_{i}|{\boldsymbol {x}}_{i},{\boldsymbol {\theta }})+\log f({\boldsymbol {x}}_{i};{\boldsymbol {\theta }})\right).}
Ainsi, on écrit la log-vraisemblance initiale comme :
{\displaystyle L(\mathbf {x} ;{\boldsymbol {\theta }})=L\left(\mathbf {(x,z)} ;{\boldsymbol {\theta }}\right)-\sum _{i=1}^{n}\log f(z_{i}|{\boldsymbol {x}}_{i},{\boldsymbol {\theta }}).}

### Étape E
L'algorithme EM est une procédure itérative basée sur l'espérance des données complétées conditionnellement au paramètre courant. En notant θ(c) ce paramètre, on peut écrire
{\displaystyle \mathbb {E} \left[L(\mathbf {x} ;{\boldsymbol {\theta }}){\Bigg |}{\boldsymbol {\theta }}^{(c)}\right]=\mathbb {E} \left[L\left(\mathbf {(x,z)} ;{\boldsymbol {\theta }}\right){\Bigg |}{\boldsymbol {\theta }}^{(c)}\right]-\mathbb {E} \left[\sum _{i=1}^{n}\log f(z_{i}|{\boldsymbol {x}}_{i},{\boldsymbol {\theta }}){\Bigg |}{\boldsymbol {\theta }}^{(c)}\right],} où l'espérance est prise sur z.
ou encore 
{\displaystyle L(\mathbf {x} ;{\boldsymbol {\theta }})=Q\left({\boldsymbol {\theta }};{\boldsymbol {\theta }}^{(c)}\right)-H\left({\boldsymbol {\theta }};{\boldsymbol {\theta }}^{(c)}\right)}, car L(x ; θ) ne dépend pas de z,
avec {\displaystyle Q\left({\boldsymbol {\theta }};{\boldsymbol {\theta }}^{(c)}\right)=\mathbb {E} \left[L\left(\mathbf {(x,z)} ;{\boldsymbol {\theta }}\right){\Bigg |}{\boldsymbol {\theta }}^{(c)}\right]} et {\displaystyle H\left({\boldsymbol {\theta }};{\boldsymbol {\theta }}^{(c)}\right)=\mathbb {E} \left[\sum _{i=1}^{n}\log f(z_{i}|{\boldsymbol {x}}_{i},{\boldsymbol {\theta }}){\Bigg |}{\boldsymbol {\theta }}^{(c)}\right]}.

### Étape M
On montre que la suite définie par
{\displaystyle {\boldsymbol {\theta }}^{(c+1)}=\arg \max _{\boldsymbol {\theta }}\left(Q\left({\boldsymbol {\theta }},{\boldsymbol {\theta }}^{(c)}\right)\right)}
fait tendre {\displaystyle L\left(\mathbf {x} ;{\boldsymbol {\theta }}^{(c+1)}\right)} vers un maximum local.

### Pseudo-code général
L'algorithme EM est défini par :
- Initialisation au hasard de θ(0)
- c = 0
- Tant que l'algorithme n'a pas convergé[Quoi ?], faire 
  - Étape E. Évaluation de l'espérance  : {\displaystyle Q\left({\boldsymbol {\theta }};{\boldsymbol {\theta }}^{(c)}\right)=\mathbb {E} \left[L\left(\mathbf {(x,z)} ;{\boldsymbol {\theta }}\right))|{\boldsymbol {\theta }}^{(c)}\right]}
  - Étape M. Maximisation  : {\displaystyle {\boldsymbol {\theta }}^{(c+1)}=\arg \max _{\boldsymbol {\theta }}\left(Q\left({\boldsymbol {\theta }},{\boldsymbol {\theta ^{(c)}}}\right)\right)}
  - c = c+1

En pratique, pour s'affranchir du caractère local du maximum atteint, on fait tourner l'algorithme EM un grand nombre de fois à partir de valeurs initiales différentes de manière à avoir de plus grandes chances d'atteindre le maximum global de vraisemblance.

## Exemple détaillé: application en classification automatique
Une des applications phares d'EM est l'estimation des paramètres d'une densité mélange en classification automatique dans le cadre des modèles de mélanges gaussiens. Dans ce problème, on considère qu'un échantillon (x1 , ... , xn) de {\displaystyle \mathbb {R} ^{p}}, ie caractérisé par p variables continues, est en réalité issu de g différents groupes. En considérant que chacun de ces groupes Gk suit une loi f de paramètre θk, et dont les proportions sont données par un vecteur (π1 , ... , πg). En notant Φ = (π1 , ... , πg , θ1 , ... , θg) le paramètre du mélange, la fonction de densité que suit l'échantillon est donnée par
{\displaystyle g(x,\Phi )=\sum _{k=1}^{g}\pi _{k}f(x,\theta _{k}),}
et donc, la log-vraisemblance du paramètre Φ est donnée par
{\displaystyle L(x,\Phi )=\sum _{i=1}^{n}\log \left(\sum _{k=1}^{g}\pi _{k}f(x_{i},\theta _{k})\right).}
La maximisation de cette fonction selon Φ est très complexe. Par exemple, si on souhaite déterminer les paramètres correspondant à deux groupes suivant une loi normale dans un espace de dimension 3, il faut optimiser une fonction non-linéaire de {\displaystyle \mathbb {R} ^{19}}(9 variables par normale plus la proportion entre les deux).
Parallèlement, si on connaissait les groupes auxquels appartient chacun des individus, alors le problème serait un problème d'estimation tout à fait simple et très classique.
La force de l'algorithme EM est justement de s'appuyer sur ces données pour réaliser l'estimation. En notant zik la grandeur qui vaut 1 si l'individu xi appartient au groupe Gk et 0 sinon, la log-vraisemblance des données complétée s'écrit
{\displaystyle L(x,z,\Phi )=\sum _{i=1}^{n}\sum _{k=1}^{g}z_{ik}\log \left(\pi _{k}f(x_{i},\theta _{k})\right).}
On obtient alors rapidement
{\displaystyle Q\left(\Phi ,\Phi ^{(c)}\right)=\sum _{i=1}^{n}\sum _{k=1}^{g}\mathbb {E} \left(z_{ik}{\Bigg |}x,\Phi ^{(c)}\right)\log \left(\pi _{k}f(x_{i},\theta _{k})\right)}
En notant tik la quantité donnée par {\displaystyle t_{ik}=\mathbb {E} \left(z_{ik}{\Bigg |}x,\Phi ^{(c)}\right)}, on peut séparer l'algorithme EM en deux étapes, qu'on appelle classiquement, dans le cas des modèles de mélanges, l'étape Estimation et l'étape Maximisation. Ces deux étapes sont itérées jusqu'à la convergence.
- Étape E : calcul de tik par la règle d'inversion de Bayes :

{\displaystyle t_{ik}={\frac {\pi _{k}^{(c)}f(x_{i},\theta _{k}^{(c)})}{\sum _{\ell =1}^{g}\pi _{\ell }^{(c)}f(x_{i},\theta _{\ell }^{(c)})}}}
- Étape M : détermination de Φ maximisant

{\displaystyle Q\left(\Phi ,\Phi ^{(c)}\right)=\sum _{i=1}^{n}\sum _{k=1}^{g}t_{ik}\log \left(\pi _{k}f(x_{i},\theta _{k})\right)}
L'avantage de cette méthode est qu'on peut séparer le problème en g problèmes élémentaires qui sont, en général relativement simples. Dans tous les cas, les proportions optimales sont données par
{\displaystyle \pi _{k}={\frac {1}{n}}\sum _{i=1}^{n}t_{ik}}
L'estimation des θ dépend par ailleurs de la fonction de probabilité f choisie. Dans le cas normal, il s'agit des moyennes μk et des matrices de variance-covariance Σk. Les estimateurs optimaux sont alors donnés par
{\displaystyle \mu _{k}={\frac {\sum _{i=1}^{n}t_{ik}x_{i}}{\sum _{i=1}^{n}t_{ik}}}}
{\displaystyle \Sigma _{k}={\frac {\sum _{i=1}^{n}t_{ik}(x_{i}-\mu _{k})(x_{i}-\mu _{k})^{T}}{\sum _{i=1}^{n}t_{ik}}}}
Avec MT la matrice transposée de M et en supposant que les μk sont des vecteurs colonnes.

## Variantes usuelles d'EM
L'algorithme EM allie, dans la plupart des cas, simplicité de mise en œuvre et efficacité. Néanmoins quelques cas problématiques ont donné lieu à des développements complémentaires. Parmi les variantes existantes de cet algorithme nous évoquerons l'algorithme GEM (generalized EM) qui permet de simplifier le problème de l'étape maximisation; l'algorithme CEM (classification EM) permettant de prendre en compte l'aspect classification lors de l'estimation, ainsi que l'algorithme SEM (stochastic EM) dont l'objectif est de réduire le risque de tomber dans un optimum local de vraisemblance.

### Algorithme GEM
GEM a été proposé en même temps qu'EM par Dempster et al. (1977) qui ont prouvé que pour assurer la convergence vers un maximum local de vraisemblance, il n'est pas nécessaire 
de maximiser Q à chaque étape mais qu'une simple amélioration de Q est suffisante.
GEM peut donc s'écrire de la manière suivante:
- Initialisation au hasard de {\displaystyle \theta ^{(0)}\,}
- {\displaystyle c=0\,}
- Tant que l'algorithme n'a pas convergé, faire 
  - choisir {\displaystyle \theta ^{(c+1)}\,} tel que {\displaystyle Q\left(\theta ^{(c+1)},\theta ^{(c)}\right)>Q\left(\theta ^{(c)},\theta ^{(c)}\right)}
  - {\displaystyle c=c+1\,}
- Fin

### Algorithme CEM
L'algorithme EM se positionne dans une optique estimation, c'est-à-dire qu'on cherche à maximiser la vraisemblance du paramètre {\displaystyle \theta \,}, sans considération de la classification faite a posteriori en utilisant la règle de Bayes.
L'approche classification, proposée par Celeux et Govaert (1991) consiste à optimiser, non pas la vraisemblance du paramètre, mais directement la vraisemblance complétée, donnée, dans le cas des modèles de mélange, par
{\displaystyle L(x,z;\theta )=\sum _{i=1}^{n}\sum _{k=1}^{g}z_{ik}\log \left(\pi _{k}f(x,\theta _{k})\right)}
Pour cela, il suffit de procéder de la manière suivante:
- Initialisation au hasard de {\displaystyle \theta ^{(0)}\,}
- {\displaystyle c=0\,}
- Tant que l'algorithme n'a pas convergé, faire 
  - {\displaystyle z^{(c+1)}=\arg \max _{z}\left(L\left(x,z;\theta ^{(c)}\right)\right)}
  - {\displaystyle \theta ^{(c+1)}=\arg \max _{\theta }\left(L\left(x,z^{(c+1)};\theta \right)\right)}
  - {\displaystyle c=c+1\,}
- Fin

Lorsque les composantes du mélange appartiennent à la même  famille exponentielle, en utilisant la bijection entre les divergences de Bregman et les familles exponentielles, on obtient l'algorithme k-MLE.

### Algorithme SEM
Afin de réduire le risque de tomber dans un maximum local de vraisemblance, Celeux et Diebolt (1985) proposent d’intercaler une étape stochastique de classification entre les étapes E et M. Après le calcul des probabilités {\displaystyle t_{ik}^{(c)}}, l’appartenance {\displaystyle z_{ik}^{(c)}} des individus aux classes est tirée aléatoirement selon une loi multinomiale de paramètres {\displaystyle {\mathcal {M}}\left(1,t_{i1}^{(q)},\dots ,t_{ig}^{(q)}\right)}.
Contrairement à ce qui se produit dans l’algorithme CEM, on ne peut considérer que l’algorithme a convergé lorsque les individus ne changent plus de classes. En effet, celles-ci étant tirées aléatoirement, la suite {\displaystyle \left(z^{(q)},\theta ^{(q)}\right)} ne converge pas au sens strict. En pratique, Celeux et Diebolt (1985) proposent de lancer l’algorithme SEM un nombre de fois donné puis d’utiliser l’algorithme CEM pour obtenir une partition et une estimation du paramètre {\displaystyle \theta \,}.